# Boulevard Durand
Boulevard Durand est une pièce de théâtre écrite en 1960 par Armand Salacrou qui retrace l'affaire Jules Durand. Elle a été montée par André Reybaz au Centre dramatique du Nord à Arras et créée au Havre en 1961. Elle a été reprise la même année au théâtre Sarah-Bernhardt à Paris. 

## Synopsis
En 1910 sur le port du Havre. Jules Durand, ouvrier charbonnier et secrétaire du syndicat, face aux menaces de licenciements et afin d'améliorer les conditions de travail, incite les dockers du Havre à la grève. Il est suivi par une grande majorité des ouvriers du port. Un soir, des ouvriers échauffés par l'alcool s'en prennent à un non-gréviste (Capron) qui trouve la mort dans la bagarre. Le patronat profite de cet incident et d'un mauvais mot de Jules Durand pour l'accuser, à tort, du meurtre de cet ouvrier et arrêter la grève. Les ouvriers reprennent le travail et le procès de Jules Durand s'engage. La condamnation à mort de Durand relance un mouvement de grève et de protestation qui s'étendra dans le monde entier. Durand sera finalement partiellement gracié puis libéré mais passera directement de la prison à l'asile où il deviendra fou et y mourra en 1926.

## Texte et adaptations
Le texte a été publié en 1961 aux éditions Gallimard. Un téléfilm, tourné à Honfleur sous la direction de Jean-Paul Carrère, a été diffusé en 1974 ; il a été à nouveau présenté au public en salles en 2014.